# Tabuaças
Tabuaças is een plaats (freguesia) in de Portugese gemeente Vieira do Minho en telt 901 inwoners (2001).